# Pronoto-mesobasalar muscle
Pronoto-mesobasalar muscle, mięsień t1-ba2 – mięsień tułowia  owadów.
Mięsień stwierdzony u błonkówek. Wchodzi w skład grupy funkcyjnej "mięśni mezobazalarnych" (ang. mesobasalar muscle). Bierze swój początek na tylno-bocznej części przedpleczu i zaczepia się na "mezobazalarze" (mesobasalare).